# Mazda MX-5
De Mazda MX-5 is een modellenserie van Mazda die voor de terugkeer van de populariteit van de open tweezitter zorgde.
Door de oliecrisis van 1973 waren auto's die primair voor het plezier gereden werden en die vaak minder praktisch waren, uit de gratie van de kopers geraakt. Ook bleken oudere tweezitters in deze klasse zoals de Alfa Romeo Spider, de MGB en de Triumph Spitfire zwaar verouderd; technisch veelal onbetrouwbaar en was het gereedschap voor de Engelse merken niet metrisch. Hoewel de oliecrisis er voor zorgde dat er geen nieuwe open tweezitters meer werden ontwikkeld produceerde Mazda in 1989 toch een tweezitter: de MX-5. Begin 2011 werd officieel bekendgemaakt dat het 900.000e exemplaar was geproduceerd en in april 2016 rolde in Hiroshima de 1.000.000ste Mazda MX-5 van de band. De MX-5 is hiermee de best verkochte open tweezitter ter wereld.

## Modellen

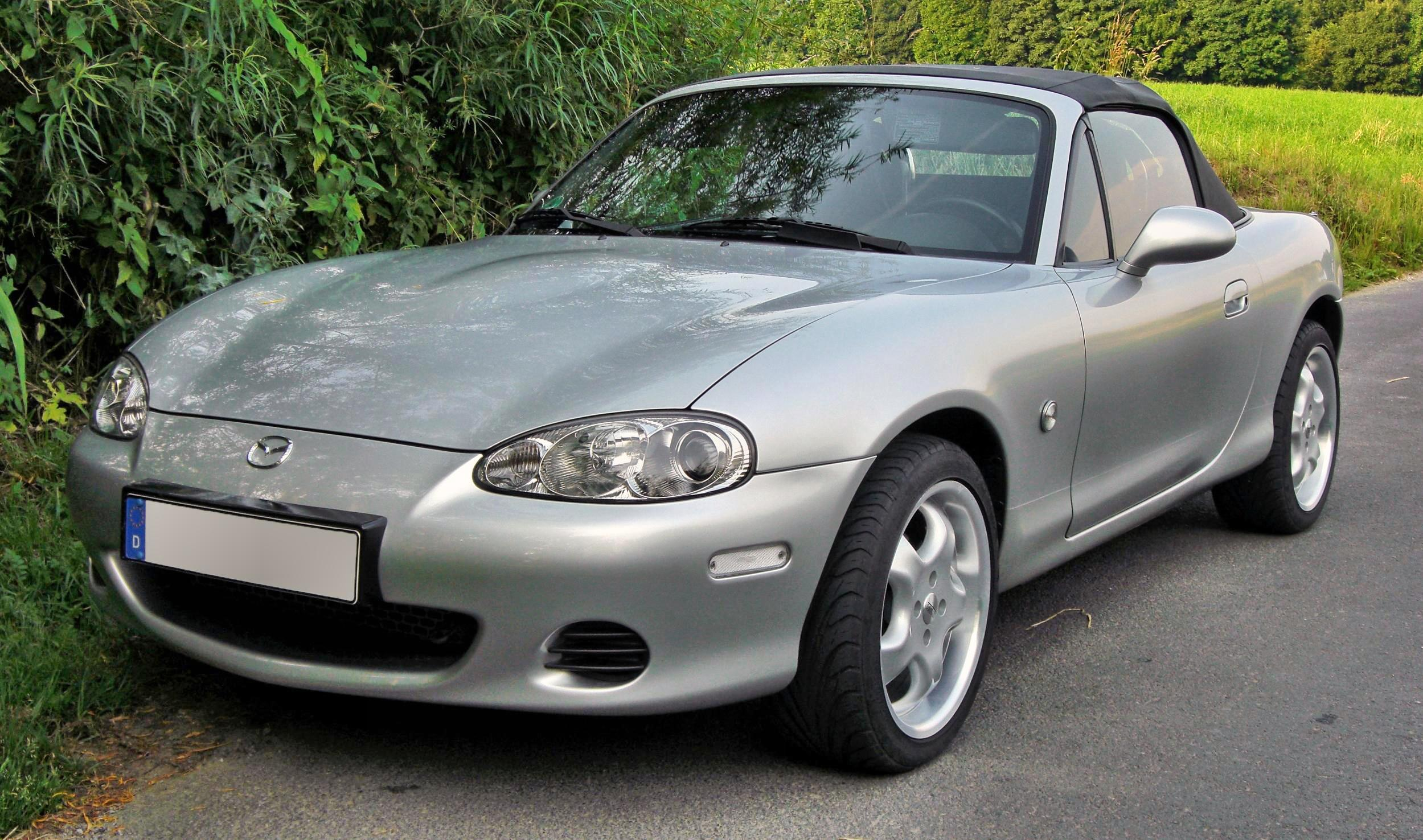
MX-5 NB (facelift) model

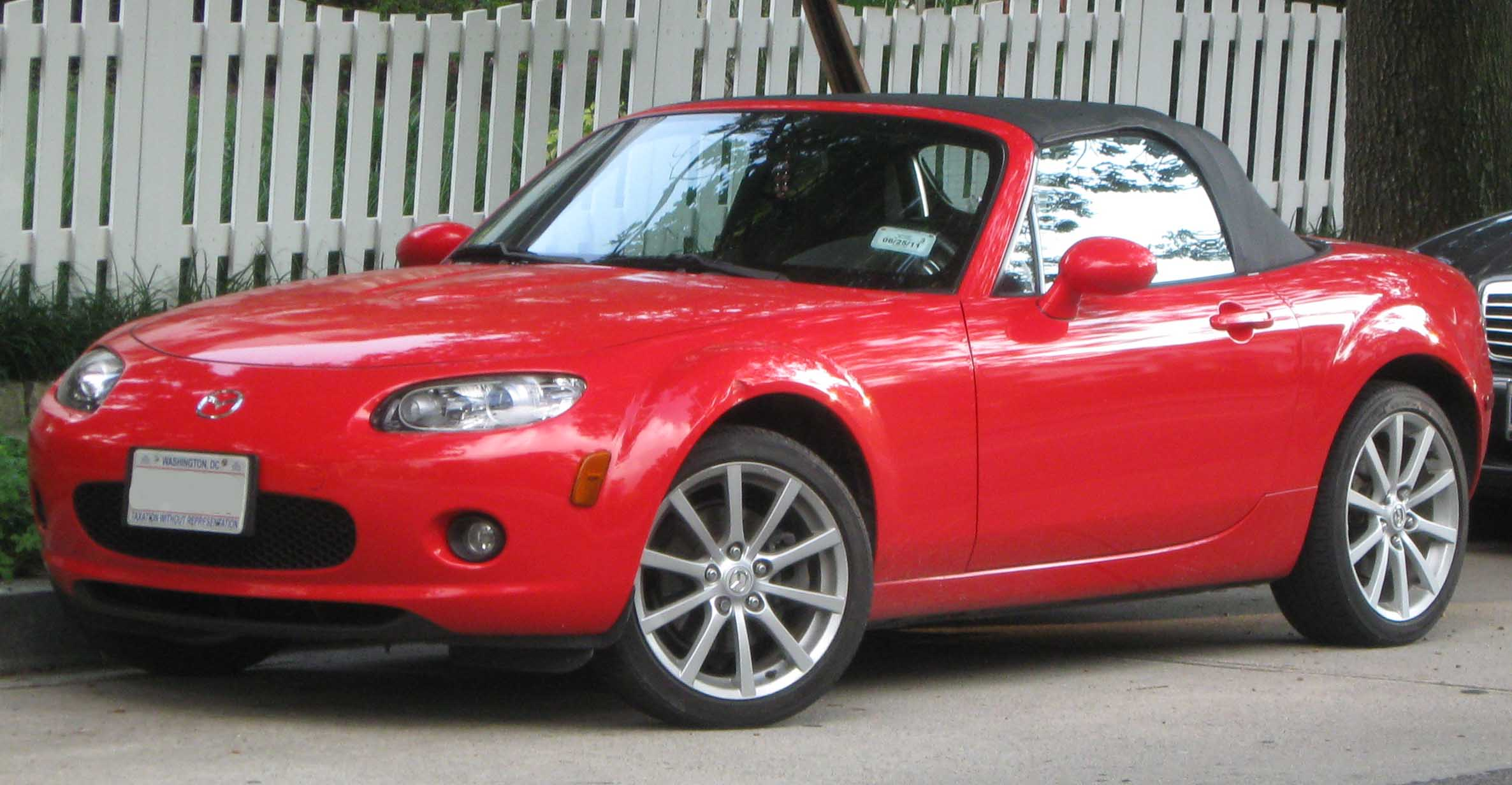
MX-5 NC model

Tot op heden werden vier modellen uitgebracht:

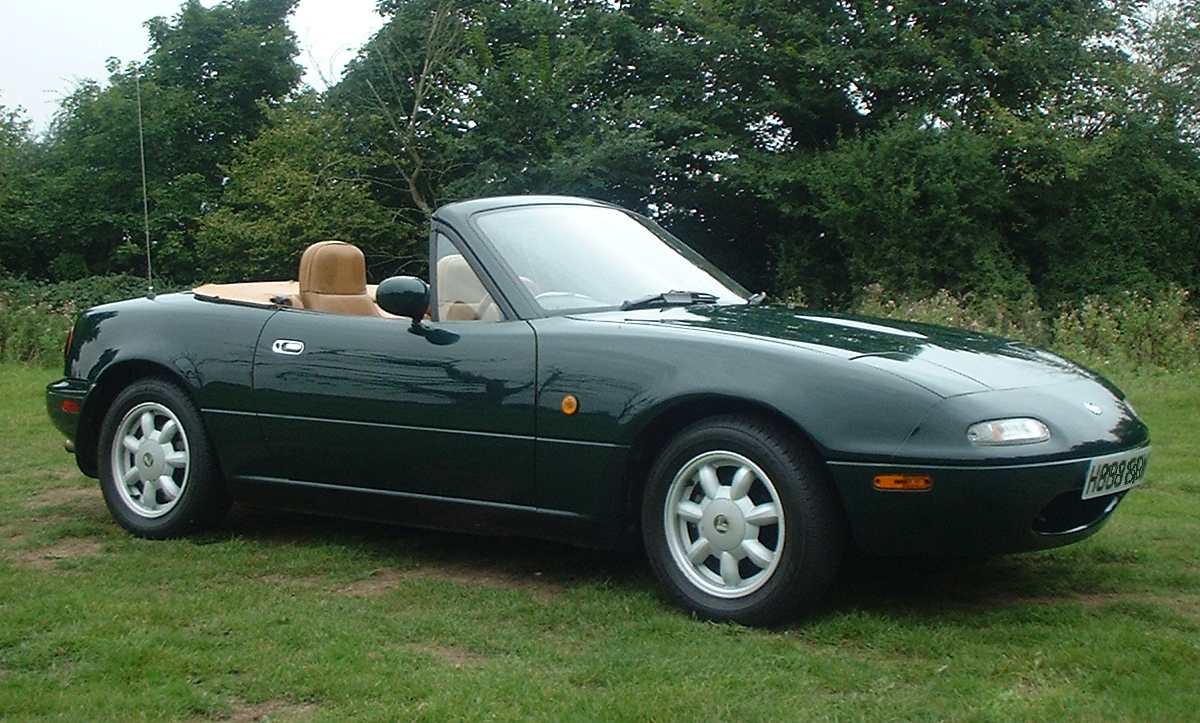
MX-5 NA model

1989-1997 Mazda MX-5 NA (mark 1)Het 'oermodel' met de opklapbare koplampen. Tot 1993 uitsluitend met een 1,6 litermotor die 116 pk en 135 Nm-koppel aan 5500 tpm leverde. Vanaf 1994 kwam naast de 1,6 liter een 1,8 literversie beschikbaar, die 131 pk leverde en een koppel van 152 Nm aan 5000 tpm. Het vermogen van de 1,6 litermotor werd vanaf 1995 verlaagd naar 90 pk. Dit gebeurde middels andere nokkenassen waardoor de kleppen minder lang opengingen, middels een lagere compressie en een aangepast motormanagementsysteem. Het bescheiden koppel van 129 Nm werd door deze aanpassingen bij 4000 tpm vrijgegeven, wat - ondanks het vermogensverlies - zorgde voor een vlot oppakkende motor. Mazda voerde de "downsizing" van de motor vooral door om een breder publiek te bereiken. De 1,6l/90pk-versie was alleen bestemd voor Europa.
1998-2005 Mazda MX-5 NB (mark 2)De belangrijkste wijziging bij dit model was dat de oude opklapbare glazen koplampen door geïntegreerde plastic koplampen werden vervangen. Ook de chromen deurgrepen werden vervangen door in de kleur van het koetswerk gespoten modellen. De lijn van de NB werd hertekend, wat resulteerde in een wat massiever voorkomen en een aanzienlijke gewichtstoename. In 2001 kreeg het model een facelift en werd sindsdien ook de NB FL of Mark 2.5 genoemd. Dit model onderging wijzigingen in het audiosysteem, koplampen, mistlampen, front, middenconsole, stoelen en kofferbakverlichting. De NB serie was leverbaar met een 1,6 en een 1,8 litermotor. Het vermogen en koppel van de 1,6 liter steeg naar 110 pk en 134 Nm bij 5000 tpm. Het vermogen van de 1,8 litermotor steeg naar 141 pk, zo ook het koppel naar 162 Nm bij 4500 tpm.
2006-2014 Mazda MX-5 NC (mark 3)Een wederom vernieuwd model waarin de lijnen van de vorige modellen nog steeds herkenbaar zijn. De carrosserie werd wat ronder door de uitgeklopte wielkasten en het interieur werd gemoderniseerd. Bij de NC is er de keuze tussen een 1,8 litermotor van 126 pk of een 2,0 motor van 162 pk. In 2006 brak Mazda ook voor het eerst met een jarenlange traditie: er kwam een MX-5 met kunststof klapdak op de markt, maar de vertrouwde softtop bleef echter beschikbaar. De 2,0 motor en het stalen klapdak betekenden echter een aanzienlijke gewichtstoename. In het najaar van 2008 stelde Mazda op de salon van Parijs een facelift voor van de NC, de NC FL of Mark 3.5 genoemd, herkenbaar aan de grotere grille, de hertekende bumpers en de gewijzigde kop- en mistlampen en  achterlichten.
ConceptcarOnder de naam MX-5 Superlight Speedster bracht Mazda in 2009 een conceptcar uit die in Europa voor het eerst in september dat jaar op de IAA Frankfurt werd getoond.
2015 Mazda MX-5 ND (mark 4)In september 2014 werd door Mazda het model ND onthuld (foto rechtsboven artikel). De vormgeving is gericht op het zogenaamde KODO- (soul of motion) ontwerp. De toepassing van technologische Skyactiv-aanpassingen (speciaal ontwikkelde motoren) en een chassis waarbij het zwaartepunt verder omlaag is gebracht leverde een gewichtsreductie van 100 kg t.o.v het NC-model op. De ND is iets korter en breder dan zijn voorgangers en werd in mei 2015 op de Europese markt uitgebracht met respectievelijk een 1,5 liter/131pk-motor (uit de Mazda 2) of een 2 liter/160pk-motor, beide met een zesversnellingsbak. Buiten Europa is alleen de tweeliterversie beschikbaar.
De merken Mazda en Fiat zijn een samenwerkingsverband aangegaan voor de ontwikkeling van een nieuwe roadster die op de markt zal worden gebracht onder de naam Fiat 124 Spider.

## Onderlinge verschillen
In Europa werd de Mazda MX-5 vanaf het begin onder deze typenaam geleverd. In Noord-Amerika werd hij t/m het NB-model echter geleverd als Mazda Miata MX-5.
Omdat de Miata veel uit de VS en Canada naar Europa is geïmporteerd komt men in Nederland de Europese MX-5, de Amerikaanse en de Canadese Miata-modellen tegen. Uiterlijk is er weinig verschil tussen een Mazda Miata MX-5 en een Europese Mazda MX-5. Op de andere achterkant na, waardoor alleen montage van een kleine kentekenplaat mogelijk is, werd bijna alles voornamelijk in de auto verwerkt. Door de strenge Amerikaanse veiligheidseisen heeft de Miata standaard verstevigingsbalken in de portieren en is hij uitgerust met een startbeveiliging. Ook is de verlichting anders geschakeld; VS-Miata's beschikken standaard over gecombineerd stadslicht / knipperlicht, gele markeerlichten voor en rode achter. Canadese Miata's zijn bovendien nog standaard voorzien van daylight running lights. Een verschil waaruit men kan opmaken of het om een Amerikaans of Canadees model gaat is de snelheidsmeter. Amerikaanse modellen hebben een snelheidsmeter die mijlen in het groot en kilometers in het klein er naast aangeeft; Canadese modellen hebben een gecombineerd instrument met kilometers in het groot en mijlen in het klein er naast. Er zijn geen Canadese modellen waarvan het instrument alleen kilometers toont. Het instructieboekje is bij de Canadese modellen in het Frans en Engels uitgevoerd en de Miata-badge op de achterzijde is bij de Canadese versie in rood bij de VS-versie in zwart uitgevoerd.
Vanaf model NB voor de Amerikaanse markt was deze standaard voorzien van een 1,8 litermotor en werd de 1,6 literversie niet meer toegepast. Vanaf model NC voor de Amerikaanse markt heet de roadster nu ook in Amerika Mazda MX-5.
In Japan, het land van herkomst, heet het model Eunos Roadster (Eunos is een aparte merknaam van Mazda). In de VS draagt de MX-5 de naam Miata.

## Geschiedenis

### Ontwikkeling
De eerste ontwerpmodellen van de MX5/Miata dateren uit het voorjaar van 1979 toen Kenichi Yamamoto, Mazda's uitvoerend directeur en Bob Hall, journalist voor het blad Automotive News en later in dienst van Mazda, de ondergang van de traditionele sportwagen van de eind 70'er jaren (zoals MG B, Fiat Spider en Triumph Spitfire) bespraken.
Onder projectnaam P729 werd een styling-studie gedaan naar een lichtgewicht sportwagen (LWS). In die periode waren lichtgewicht sportwagens impopulair en werden ze nauwelijks gemaakt. De studiegroep werd opgesplitst in een Californië- en Japan-sectie en in april 1984 werden de eerste LWS-schetsen gepresenteerd, in augustus gevolgd door levensgrote kleimodellen. Het Japanse team 'won' en er werd besloten door te gaan met de ontwikkeling van project P729.
In november 1984 werd International Automobile Design uit de UK ingehuurd om het prototype V705 van de nieuwe lichtgewicht sportwagen te ontwikkelen. IAD's prototype werd gepresenteerd in Santa Barbara (Californië), waarna er geen weg terug was. De ontwerpers en het publiek waren enthousiast en de ontwikkeling werd overgenomen door Mazda North America (MANA). In januari 1986 werd bij Mazda besloten project P729 officieel te maken waardoor het de pre-productiestatus van een echte auto kreeg.

### NA-model
9 februari 1989 werd de Mazda MX5 gepresenteerd tijdens de Chicago Auto Show. Enkele maanden daarvoor werd de autopers onder embargo ingelicht. In juli 1989 stonden de eerste Miata's in de showrooms en binnen een half jaar werden wereldwijd 33.000 exemplaren verkocht.

### NB-model
In 1998 werd de tweede generatie Miata's gepresenteerd; de NB. Deze was iets ronder, met krachtiger motoren, een 6-versnellingsbak (optioneel) en de klaplampen waren verdwenen. In mei 2000 stond het verkoopcijfer op 531.890 stuks waarmee de Mazda Miata het Guinness Book of World Records haalde als bestverkopende tweezittercabrio in de geschiedenis.

### NC-model
Op 28 februari 2005 werd de op de autoshow in Genève de derde generatie aan het publiek onthuld; de NC. Nieuw zijn de 2 liter-DOHC-motor en de koplampen doen weer denken aan de lampen in de NA.

### ND-model
Wereldwijde introductie was in september 2014 op diverse plaatsen (Spanje, Japan, USA) tegelijkertijd. Nieuw zijn het Kodo ontwerp en verwerkte skyactiv technologie waarmee een aanzienlijke gewichtsbesparing werd bereikt.
Concept-modellen:
Furai
Huidige modellen in Nederland:
2 ·
3 ·
6 ·
CX-3 ·
CX-30 ·
MX-30 ·
CX-5 ·
MX-5 ·
Huidige modellen internationaal:
BT-50 ·
Carol ·
CX-4 ·
CX-9 ·
E-Series ·
Scrum ·
Spiano ·
Titan ·
1960-1969
1000/1300 ·
1500 ·
B-Series ·
Carol ·
Cosmo ·
E360 ·
E-Series ·
R130 ·
R360
1970-1979
323 ·
626 ·
929 ·
Roadpacer ·
RX-2 ·
RX-3 ·
RX-4 ·
RX-5 ·
RX-7
1980-1989
121 ·
MPV ·
MX-6 ·
1990-1999
AZ-Offroad ·
AZ-Wagon ·
Demio ·
Laputa ·
MX-3 ·
Navajo ·
Premacy ·
Xedos 6 ·
Xedos 9
2000-2009
5 ·
Biante ·
CX-7 ·
RX-8 ·
Spiano ·
Tribute ·
Verisa ·